# Mr. Bad Guy (Lied)
Mr. Bad Guy ist ein Lied des britischen Sängers und Songwriters Freddie Mercury, das auf dem gleichnamigen Album (1985) erschienen ist.

## Entstehung und Veröffentlichung
Freddie Mercury schrieb den Song, welchen er für sein gleichnamiges Soloalbum gemeinsam mit Reinhold Mack in den Münchener Musicland Studios produzierte.
In Mr. Bad Guy tritt Freddies Vorliebe für klassische Musik und der Oper innerhalb des Albums am stärksten zum Vorschein, nachdem durchgehend Streicher eingebunden werden.
Obwohl dieser Titel nur als Promo-Single in Argentinien veröffentlicht wurde, ist er eindeutig für eine vollständige Single-Veröffentlichung in Betracht gezogen worden, da frühe Artwork-Entwürfe bei der Queen Studio Experience 2016 zu sehen waren.